# Landshut
Landshut – miasto na prawach powiatu w Niemczech, w kraju związkowym Bawaria, siedziba rejencji Dolna Bawaria, regionu Landshut oraz powiatu Landshut, do którego jednak miasto nie należy. Leży nad rzeką Izarą. Ze względu na umieszczone w herbie trzy hełmy bywa również nazywane Miastem trzech hełmów (niem. Dreihelmestadt).
Stacja kolejowa w mieście to Landshut Hauptbahnhof.

## Historia

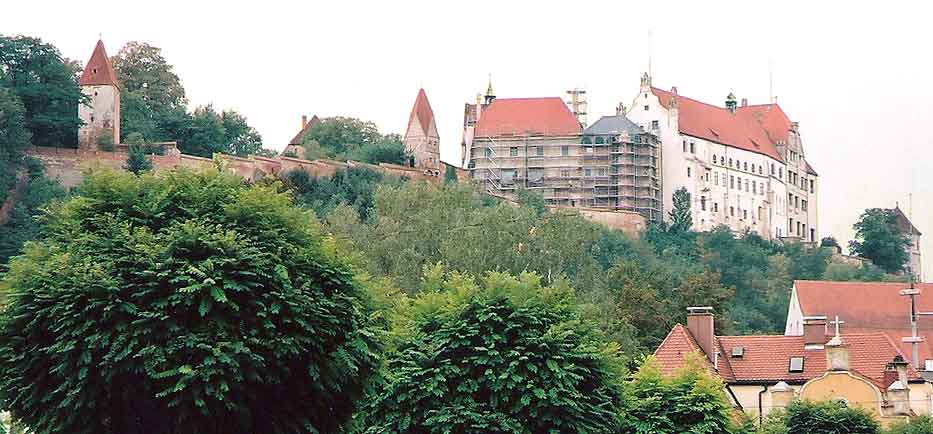
Zamek Trausnitz w Landshut

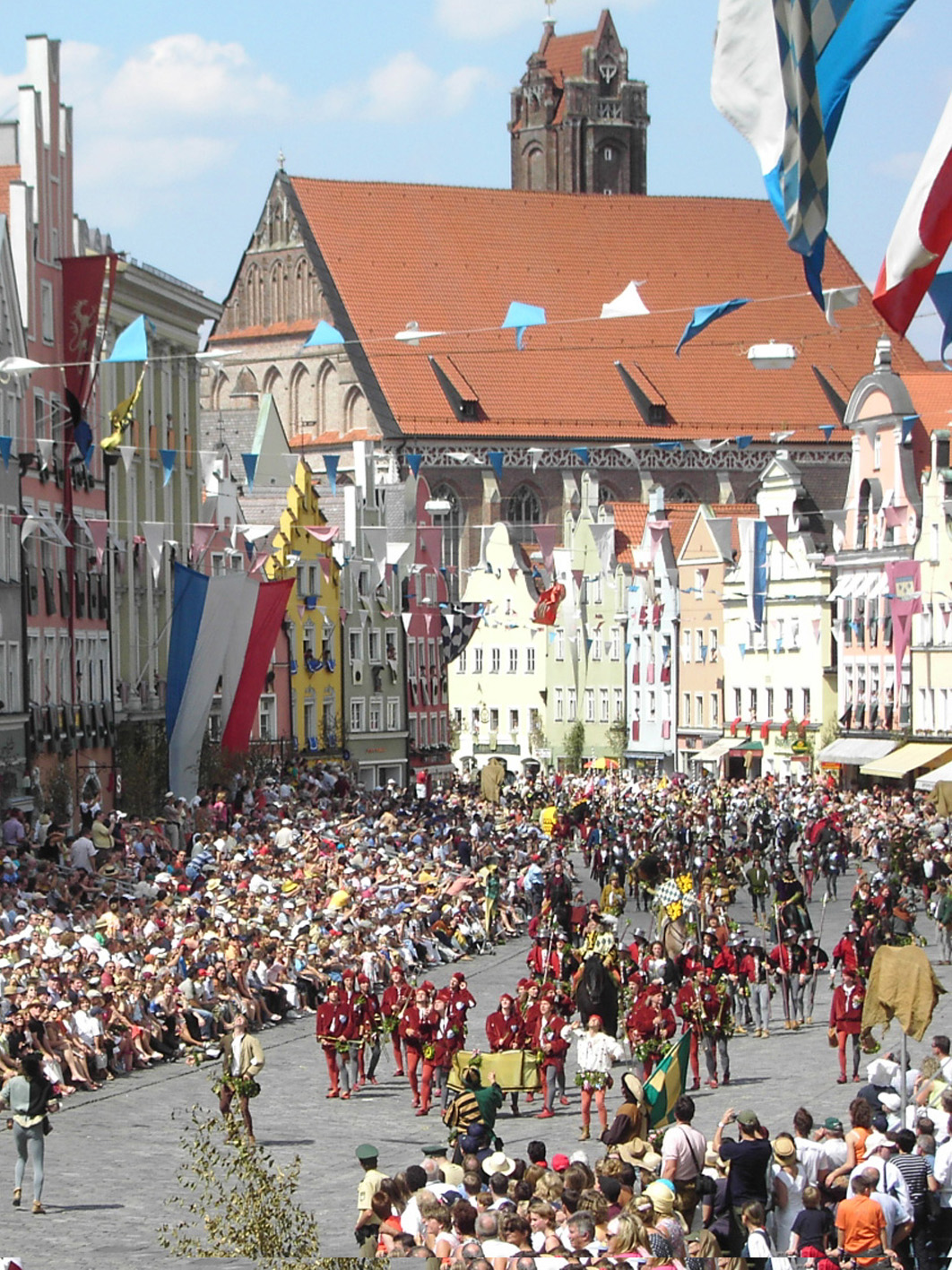
Obchody Wesela w Landshut

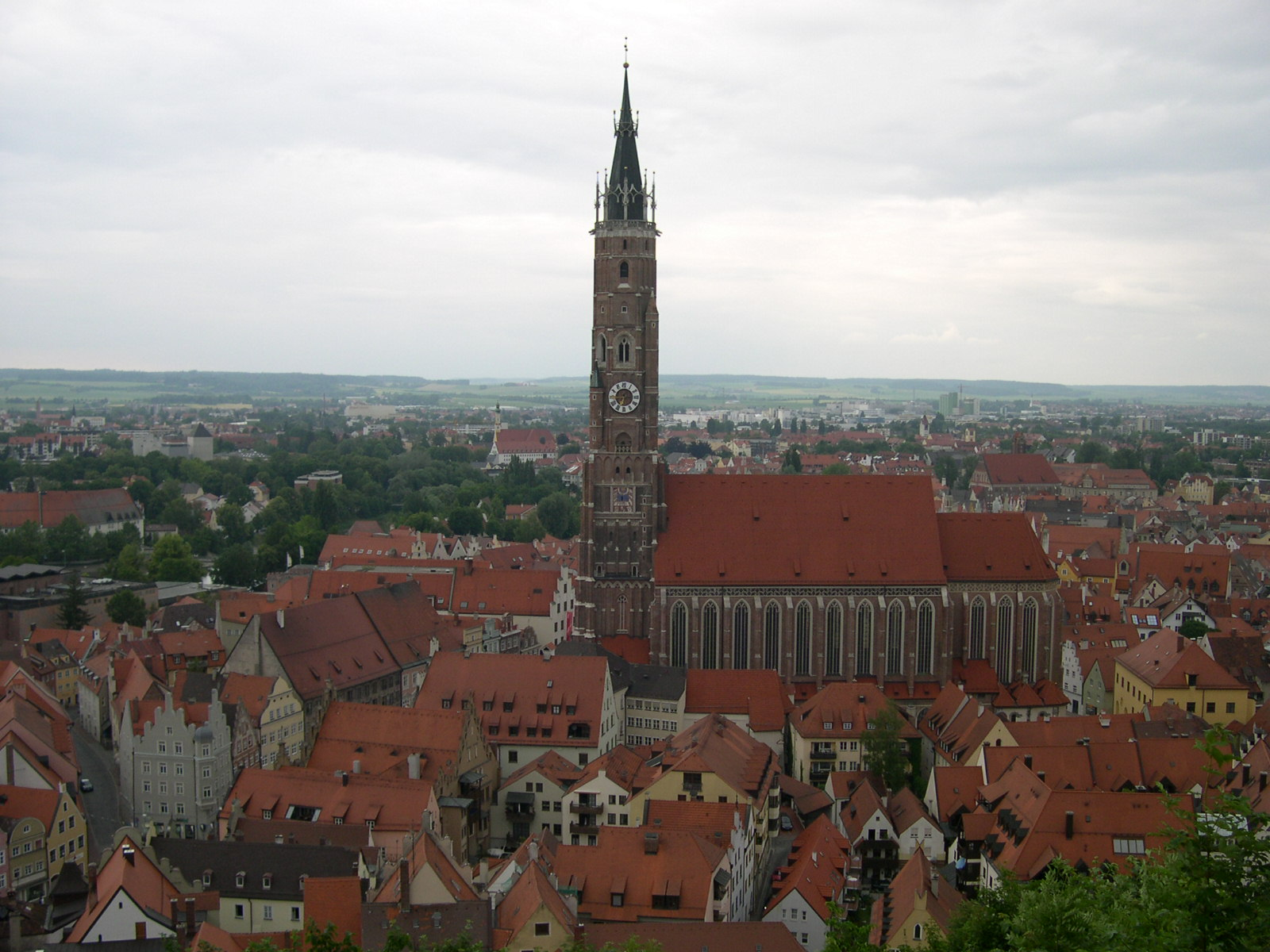
Bazylika z wieżą zegarową – najwyższą ceglaną wieżą świata

Miasto Landshut wraz z zamkiem Trausnitz zostały założone przez księcia bawarskiego Ludwika I. Od 1231 roku było siedzibą rodu Wittelsbachów, od 1255 także książąt bawarskich.
W 1475 roku książę Jerzy Bogaty poślubił Jadwigę Jagiellonkę, córkę Kazimierza Jagiellończyka. Na pamiątkę tego wydarzenia odbywa się od 1903 roku tzw. Wesele w Landshut (niem. Landshuter Hochzeit), początkowo organizowane co roku, po II wojnie światowej co cztery lata.
Od końca XIV wieku Landshut był jednym z najważniejszych miast Bawarii, a zarówno szlachta, jak i mieszczaństwo profitowało ze złotego wieku. Czas bogatych książąt minął w 1503 roku po wygaśnięciu męskiej linii Wittelsbachów. Próba obejścia wcześniej określonego systemu dziedziczenia doprowadziła do wojny domowej (zwanej landshutską wojną sukcesyjną) i do przyłączenia części landshutskiej do monachijskiej Bawarii. Miasto bezpowrotnie straciło na znaczeniu na rzecz obecnej stolicy kraju związkowego. Dzisiaj jest Landshut stolicą Dolnej Bawarii. Według historyka Marcina Kromera bawarscy wychodźcy z Landshut założyli w średniowieczu miasto Łańcut.
W 2004 roku miasto świętowało 800-lecie powstania.
Miasto Landshut posiada szkołę wyższą (Fachhochschule Landshut) Na terenie powiatu i miasta Landshut zamieszkuje wiele osób, które wyemigrowały z terenów dzisiejszej Polski (przede wszystkim Śląska). W katolickiej parafii St. Peter und Paul została utworzona Polska Misja Katolicka, której działalność to nie tylko msze święte, ale także organizacja lekcji religii pozaszkolnej, lekcje języka polskiego dla dzieci, religia dla dorosłych, a także wiele uroczystości, które pomagają tamtejszej Polonii w nawiązywaniu i pielęgnacji wspólnych kontaktów. Jest ona filią misji w Monachium, którą prowadzą ojcowie redemptoryści.
Landshut stoi w cieniu najwyższej (130,6 m) ceglanej wieży świata. Jest to wieża bazyliki kapitulnej pod wezwaniem św. Marcina i św. Kastulusa (St. Martin und Kastulus).

## Demografia
Dane o ludności z 31 grudnia 2008:
| Opis                                | Ogółem | Ogółem | Kobiety | Kobiety | Mężczyźni | Mężczyźni |
| ----------------------------------- | ------ | ------ | ------- | ------- | --------- | --------- |
| Jednostka                           | osób   | %      | osób    | %       | osób      | %         |
| Populacja                           | 62 606 | 100    | 32 978  | 52,68   | 29 628    | 47,32     |
| Wiek przedprodukcyjny (0–17 lat)    | 9558   | 15,27  | 4610    | 7,36    | 4948      | 7,9       |
| Wiek produkcyjny (18–65 lat)        | 39 297 | 62,77  | 20 073  | 32,06   | 19 224    | 30,71     |
| Wiek poprodukcyjny (powyżej 65 lat) | 13 751 | 21,96  | 8295    | 13,25   | 5456      | 8,71      |

## Gospodarka
W mieście rozwinął się przemysł elektrotechniczny, spożywczy, maszynowy, papierniczy, precyzyjny oraz materiałów budowlanych.

## Polityka

### Rada miasta
|                          |                          | 2002   | 2002    | 2002   | 2008   | 2008   | 2008   |
| miejsca                  | %                        | głosy  | miejsca | %      | głosy  |        |        |
| ------------------------ | ------------------------ | ------ | ------- | ------ | ------ | ------ | ------ |
|                          | CSU                      | 23     | 50,4%   | 11 793 | 16     | 37,5%  | 8037   |
|                          | Zieloni                  | 5      | 11,7%   | 2739   | 8      | 17,0%  | 3636   |
|                          | SPD                      | 9      | 18,6%   | 4358   | 6      | 14,1%  | 3032   |
|                          | FW                       | 4      | 10,6%   | 2488   | 5      | 11,0%  | 2357   |
|                          | Bürger für Landshut      | –      | –       | –      | 3      | 7,4%   | 1596   |
|                          | FDP                      | 1      | 2,9%    | 673    | 3      | 6,3%   | 1346   |
|                          | ödp                      | 1      | 3,4%    | 788    | 2      | 4,0%   | 867    |
|                          | Bürgerblock              | 1      | 2,4%    | 573    | 1      | 2,7%   | 574    |
|                          |                          | 44     | 100%    | 23 412 | 44     | 100%   | 21 445 |
| uprawnieni do głosowania | uprawnieni do głosowania | 45 735 | 45 735  | 45 735 | 48 858 | 48 858 | 48 858 |
| głosy ważne              | głosy ważne              | 23 412 | 23 412  | 23 412 | 21 445 | 21 445 | 21 445 |
| głosy nieważne           | głosy nieważne           | 612    | 612     | 612    | 688    | 688    | 688    |
| frekwencja               | frekwencja               | 52,5%  | 52,5%   | 52,5%  | 45,3%  | 45,3%  | 45,3%  |

## Sport
- EV Landshut – klub hokejowy występujący w rozgrywkach 2. Bundesligi
- AC Landshut – klub żużlowy
- 6 lipca 1997 w mieście na stadionie Ellermühle rozegrano Grand Prix Niemiec na Żużlu 1997.
- SpVgg Landshut grający aktualnie w V lidze (Fußball-Bayernliga).

## Współpraca
Miejscowości partnerskie:
- Bad Kötzting, Bawaria
- Compiègne, Francja
- Elgin, Szkocja
- Mainburg, Bawaria
- Ried im Innkreis, Austria
- Rottenburg an der Laaber, Bawaria
- Schio, Włochy
- Sybin, Rumunia
- Waldkirchen, Bawaria